# 謝躬
謝躬（？—24年），字子張，荊州南陽郡人。中国两汉之际更始帝劉玄属下大臣、武将。他不属于新市、平林、下江、舂陵诸軍，出身不詳。

## 生平
| 姓名           | 謝躬                        |
| 時代           | 汉朝                        |
| 生没年         | 生年不詳 - 24年（更始二年） |
| 字・別号       | 子張（字）                  |
| 本貫・出身地等 | 荊州南陽郡                  |
| 職官           | 尚書令（尚書僕射?）〔更始〕 |
| 爵位・号等     | -                           |
| 陣营・所属等   | 更始帝                      |
| 家族・一族     | 〔不詳〕                    |

更始二年（24年），謝躬被任命为尚書令，和振威将軍馬武、冀州牧龐萌一起奉更始帝之命，討伐在河北自称皇帝的王郎。帮助原来单独討伐、先入河北的劉秀。谢躬没有攻下邯郸，刘秀舍巨鹿，一起攻打邯郸。同年五月，攻克邯鄲，消灭王郎。謝躬属下将軍在邯鄲城内掠奪，劉秀有所嫌忌。
劉秀在邯鄲城内和謝躬分兵扎营，但经常联系。謝躬常勤勉于事務，刘秀称赞他「謝尚書真吏也」。想要麻痹謝躬。謝躬于是对劉秀的猜疑稍解。其妻劝他警戒劉秀，他没有听从。
謝躬率軍数万移駐魏郡鄴城，属下兵士横暴，民众困苦。更始二年劉秀在河内郡野王县射犬聚討伐青犢軍、尤來軍，请求謝躬迎击向山陽县方面逃走的尤來軍。謝躬答应，派大将軍劉慶、魏郡太守陳康守鄴城，迎击自隆慮山而来的尤來軍。謝躬大敗，死者数千人。
劉秀趁机派部将吴汉、岑彭袭击邺城。呉漢笼络陳康成功，陳康捕拿劉慶和謝躬之妻，迎吴汉、岑彭入城内。敗回的謝躬不知陈康已经背叛，入城后被吴汉、岑彭活捉。謝躬在岑彭面前平伏，吴汉对岑彭说：“为什么还对鬼说话”，遂杀死谢躬。謝躬被殺後，属下馬武、龐萌知謝躬已死，投降劉秀。劉秀于是去除了在河北的最大政敵。

## 注
1. ↑  《後漢書·光武帝紀》作「尚書僕射」。
2. ↑  《後漢書》岑彭传注引《续漢書》。
3. ↑  《後漢書》吴汉传注引《续漢書》。